# Martin Johnsrud Sundby
Martin Johnsrud Sundby (* 26. September 1984 in Oslo) ist ein ehemaliger norwegischer Skilangläufer, der mehrfach Olympiasieger, Weltmeister und Gesamtweltcupsieger wurde.

## Werdegang
Martin Johnsrud Sundby startete für Røa IL. Von Ende 2002 bis 2006 trat er in unterklassigen Wettkämpfen wie FIS-Rennen an. 2003 nahm er in Sollefteå, als immerhin die Silbermedaille mit der norwegischen Staffel heraussprang und er Achter im Massenstartrennen über 30 Kilometer, 14. über zehn Kilometer in der klassischen Technik sowie 17. im Sprint wurde, und 2004 in Stryn, als er mit der norwegischen Staffel Fünfter, sowie in den Einzelrennen über zehn Kilometer in der freien Technik Sechster, im Massenstartrennen über 30 Kilometer Neunter und im Sprint 25. wurde, an Junioren-Weltmeisterschaften teil. Er konnte seine Leistungen stetig verbessern und startete im März 2005 in Oslo in einem Rennen über 50 Kilometer erstmals im Skilanglauf-Weltcup, kam jedoch nicht ins Ziel. Danach dauerte es ein weiteres Jahr, bis er in Falun und Oslo erneut im Weltcup starten durfte. Im Dezember 2006 gewann Sundby in La Clusaz als 25. über 50 Kilometer erste Weltcuppunkte. Im Januar 2007 belegte er bei den norwegischen Meisterschaften in der Verfolgung den vierten Platz. Sein erstes herausragendes Weltcupergebnis belegte er im November 2007 als Sieger mit der Staffel in Beitostølen. Es folgten in der Saison weitere Siege zusammen beim Teamsprint in Liberec zusammen mit Simen Østensen und in Falun mit der Staffel. Bei der norwegischen Meisterschaft 2008 gewann er im 30-km-Verfolgungsrennen Silber. Zum Beginn der Saison 2008/09 siegte er in Gällivare und La Clusaz mit der Staffel. Ende November 2008 gewann er sein erstes Weltcupeinzelrennen im finnischen Kuusamo über 15 km im klassischen Stil. Die Tour de Ski 2008/09 beendete er auf den achten Rang. Dabei belegte er in Nové Město über 15 km klassisch den zweiten Platz. Bei den Nordischen Skiweltmeisterschaften 2009 in Liberec errang er den 34. Platz über 15 km klassisch. Beim Weltcup-Finale 2009 kam er auf den 18. Gesamtrang.
In der Saison 2009/10 siegte Sundby in Beitostølen mit der Staffel und erreichte in Lahti den zweiten Platz mit der Staffel. Die Tour de Ski 2009/10 beendete er auf den 20. Platz. Bei den Olympischen Winterspielen 2010 in Vancouver gewann Sundby gemeinsam mit Odd-Bjørn Hjelmeset, Petter Northug und Lars Berger die Silbermedaille im Staffelwettbewerb über 4 × 10 km. Sein bestes Einzelrennenresultat bei diesen Spielen war der 15. Platz im 50-km-klassisch-Massenstartrennen, während er im Verfolgungsrennen über 30 Kilometer 18. und über 15 Kilometer in der freien Technik 33. wurde. Zum Beginn der Saison 2010/11 kam er in La Clusaz auf den dritten Platz mit der Staffel. Beim letzten Weltcuprennen vor den Nordischen Skiweltmeisterschaften 2011 in Oslo errang er in Drammen den zweiten Platz über 15 km klassisch. Bei den Weltmeisterschaften belegte er im 30-km-Verfolgungsrennen den fünften Platz, im Rennen über 15 km im klassischen Stil gewann er die Bronzemedaille und mit der Staffel die Goldmedaille. Nur im Massenstartrennen über 50 Kilometer belegte er lediglich den 24. Rang. Das Weltcup-Finale im März 2011 beendete er auf dem 20. Platz. Nach schwächeren Beginn in die Saison 2011/12 holte er zum Saisonende in Nové Město den ersten Platz mit der Staffel, in Lahti den zweiten Rang im Skiathlon und in Oslo den dritten Rang im 50-km-klassisch-Massenstartrennen. Beim Weltcup-Finale 2012 kam er auf den vierten Rang. 2012 wurde er norwegischer Meister im Skiathlon, über 15 km Freistil und im 50-km-klassisch-Massenstartrennen.
Zum Beginn der Saison 2012/13 siegte Sundby in Gällivare mit der Staffel und über 15 km Freistil. Bei der Nordic Opening erreichte er den sechsten Gesamtplatz. Im Januar 2013 gewann er in La Clusaz mit der Staffel. Im selben Monat holte er bei der norwegischen Meisterschaft Bronze im Skiathlon und Gold über 15 km Freistil. Bei den Nordischen Skiweltmeisterschaften 2013 im Val di Fiemme gewann er die Silbermedaille im Verfolgungsrennen hinter Dario Cologna. Im März 2013 errang er in Lahti den dritten Platz über 15 km klassisch und den zweiten Rang im 50-km-Massenstartrennen. Beim Weltcup-Finale belegte er den dritten Platz. Zwei Wochen später wurde er erneut norwegischer Meister im 50-km-klassisch-Massenstartrennen. Die Saison beendete er auf den achten Platz im Gesamtweltcup und den sechsten Rang in der Distanzwertung. Im April 2013 siegte er beim Skarverennet über 38 km Freistil.
In der Folgesaison erreichte Sundby bei 11 Teilnahmen an Weltcuprennen sieben Podestplatzierungen und vier Siege. Er gewann als erster Skilangläufer die Nordic Opening, die Tour de Ski und das Weltcup-Finale in einer Saison. Bei den Olympischen Winterspielen 2014 in Sotschi wurde er im 50-km-Freistil-Massenstartrennen und mit der Staffel Vierter. Im Skiathlon gewann er Bronze und 15 Kilometer in der klassischen Technik kam er als 13. ins Ziel. Bei den norwegischen Meisterschaften 2014 in Molde und Gålå holte er Silber über 15 km klassisch und Gold im Skiathlon und im 50-km-Freistil-Massenstartrennen. Die Saison beendete er auf den ersten Platz in der Distanzwertung und im Gesamtweltcup. Zum Beginn der Saison 2014/15 erreichte er in Ruka den zweiten Platz über 15 km klassisch. Bei der folgenden Nordic Opening in Lillehammer belegte er wie im Vorjahr den ersten Gesamtrang. Die Tour de Ski 2015 beendete er auf den ersten Gesamtrang. Bei den Nordischen Skiweltmeisterschaften 2015 in Falun kam er auf den elften Platz im 50-km-klassisch-Massenstartrennen. Beim letzten Weltcuprennen der Saison errang er in Oslo den dritten Platz im 50-km-Freistil-Massenstartrennen und beendete die Saison auf den zweiten Platz in der Distanzwertung und erneut den ersten Rang im Gesamtweltcup. Wegen des Gebrauchs des Asthmamittels Salbutamol, das Sundby nicht gemäß den Dopingbestimmungen angemeldet hatte, war er seit dem 11. Juli 2016 für zwei Monate gesperrt und ihm wurde sein Weltcupsieg im Dezember 2015 in Davos und sein Gesamtsieg bei der Tour de Ski 2015 aberkannt. Im Gesamtweltcup fiel er von Platz eins auf Platz sechs zurück.
In der Saison 2015/2016 dominierte Sundby den Weltcup der Skilangläufer und gewann somit den Distanzweltcup und zum dritten Mal in Folge den Gesamtweltcup. Er erreichte dabei bei 13 Weltcupteilnahmen im Einzel zehn Podestplatzierungen, darunter acht Siege, unter anderem bei der Nordic Opening in Ruka, der Tour de Ski und der in dieser Saison erstmals ausgetragene Ski Tour Canada. Ebenfalls in der Saison holte er zwei Weltcupsiege mit der Staffel. Bei den norwegischen Meisterschaften 2016 siegte er jeweils über 10 km, über 15 km und über 50 km und errang zusammen mit Andrew Musgrave den zweiten Platz im Teamsprint. Zu Beginn der Saison 2016/17 belegte er in Ruka den dritten Platz über 15 km klassisch und siegte bei der Weltcup-Minitour in Lillehammer. Es folgten im Dezember 2016 Siege in Davos über 30 km Freistil und in La Clusaz mit der Staffel. Zudem errang er in La Clusaz den zweiten Platz im 15-km-Massenstartrennen. Bei der Tour de Ski 2016/17 erreichte er hinter Sergei Ustjugow den zweiten Platz in der Gesamtwertung. Dabei wurde er zweimal Zweiter und gewann die 15-km-Massenstartetappe im Fleimstal. Bei den folgenden Weltcups kam er in Ulricehamn auf den zweiten Platz über 15 km Freistil und auf den ersten Platz mit der Staffel und in Falun auf den zweiten Rang im 30-km-Massenstartrennen. Anfang Februar 2017 wurde er in Lygna norwegischer Meister im Skiathlon und Dritter über 15 km klassisch. In Otepää holte er Mitte Februar 2017 über 15 km klassisch seinen 28. Weltcupeinzelsieg. Beim Saisonhöhepunkt den Nordischen Skiweltmeisterschaften 2017 in Lahti erzielte er im Skiathlon und über 15 km klassisch die Silbermedaille und mit der Staffel die Goldmedaille. Außerdem wurde er im 50-km-Massenstartrennen Fünfter. Mitte März 2017 siegte er im 50-km-Massenstartrennen in Oslo und gewann damit vorzeitig den Gesamt- und den Distanzweltcup. Er trat darauf nicht mehr beim Weltcup-Finale in Québec an und startete stattdessen beim Birkebeinerrennet über 54 km klassisch, welches er gewinnen konnte. Anfang April 2017 wurde er in Gålå norwegischer Meister über 50 km klassisch. Zudem wurde er Zweiter über 10 km Freistil und Dritter im Teamsprint. Im selben Monat gewann er in Geilo das Skarverennet über 38 km Freistil.
Nach Platz zwei beim Ruka Triple und im Skiathlon in Lillehammer zu Beginn der Saison 2017/18, errang Sundby bei der Tour de Ski 2017/18 ebenfalls den zweiten Platz. Dabei wurde er in der Lenzerheide Dritter über 15 km klassisch und lief bei der Abschlussetappe auf der Alpe Cermis die schnellste Zeit. Im Januar 2018 siegte er bei den norwegischen Meisterschaften im Skiathlon und belegte beim Weltcup in Seefeld in Tirol den dritten Platz im 15-km-Massenstartrennen. Beim Saisonhöhepunkt den Olympischen Winterspielen 2018 in Pyeongchang holte er im Skiathlon die Silbermedaille und im Teamsprint zusammen mit Johannes Høsflot Klæbo und mit der Staffel jeweils die Goldmedaille. Im 50-km-Massenstartrennen kam er auf den fünften Platz und über 15 km Freistil auf den vierten Rang. Im März 2018 lief er in Oslo auf den zweiten Platz im Massenstartrennen über 50 km Freistil und beim Weltcupfinale in Falun auf den vierten Rang. Die Weltcupsaison beendete er auf dem dritten Platz im Gesamtweltcup und auf den zweiten Rang im Distanzweltcup. Zu Beginn der Saison 2018/19 errang er den 24. Platz beim Lillehammer Triple und belegte in Beitostølen den zweiten Platz über 30 km Freistil und den ersten Rang mit der Staffel. In Davos kam er auf den dritten Platz über 15 km Freistil. Bei der Tour de Ski 2018/19 lief er mit drei Top-Zehn-Platzierungen auf den siebten Platz. Anfang Februar 2019 wurde er bei den norwegischen Meisterschaften in Meråker Dritter im Skiathlon und Zweiter mit der Staffel. Bei den Weltmeisterschaften 2019 in Seefeld in Tirol wurde er Weltmeister über 15 Kilometer in der klassischen Technik und mit der Staffel und gewann im Skiathlon Bronze hinter seinem Landsmann Sjur Røthe und dem Russen Alexander Bolschunow. Im Massenstartrennen über 50 Kilometer verpasste er als Vierter Edelmetall nur um eine Zehntelsekunde hinter dem drittplatzierten Røthe. Im März 2019 errang er in Falun den zweiten Platz über 15 km Freistil und erreichte zum Saisonende den neunten Platz im Gesamtweltcup und den dritten Rang im Distanzweltcup. Ende März 2019 wurde er in Lygna norwegischer Meister über 10 km Freistil und 50 km klassisch.
Verglichen mit den Erfolgen der Vorjahre verlief die Saison 2019/20 für Sundby enttäuschend. Er hatte immer wieder mit starken Rückenschmerzen zu kämpfen, welche ihn zu reduziertem Training und auch zum Abbruch einiger Rennen zwangen. Zwei vierte Plätze im Weltcup waren die besten Ergebnisse. In der Saison 2020/21 fand er keine Berücksichtigung mehr im Nationalteam der Norweger, welches aus finanziellen Gründen von 15 auf 12 Athleten verkleinert wurde.
Bei den Nordischen Skiweltmeisterschaften 2021 in Oberstdorf hatte er als amtierender Weltmeister ein persönliches Startrecht im Rennen über 15 km Freistil und belegte Platz sieben.  Danach trat er international nur noch bei Volksläufen in Erscheinung.

## Training
Sundby gehört zu der Generation der norwegischen Skilangläufer, die ihr Training seit der Aufnahme in den Kader systematisch erfasst haben (Puls- und Belastungswerte sowie Streckenlänge etc. jedes Trainings). Hierbei stellte es sich heraus, dass er bedeutend mehr und mit wesentlich niedrigerer Intensität trainiert hat, als die Konkurrenz in Deutschland oder anderen nicht-skandinavischen Ländern. Während in Deutschland ca. ein Drittel des Lauftrainings oberhalb der anaeroben Schwelle stattfindet, war es bei diesen Norwegern nur 9 %. Während in Deutschland die Ermüdungswiderstandsfähigkeit trainiert wird, trainieren die Norweger die aerobe Ausdauer als Grundlage.

## Erfolge

### Medaillen bei Olympischen Winterspielen
- 2010 in Vancouver: Silber mit der Staffel
- 2014 in Sotschi: Bronze im Skiathlon
- 2018 in Pyeongchang: Gold im Teamsprint und mit der Staffel, Silber im Skiathlon

### Medaillen bei Weltmeisterschaften
- 2011 in Oslo: Gold mit der Staffel, Bronze über 15 km klassisch
- 2013 im Val di Fiemme: Silber im Skiathlon
- 2017 in Lahti: Gold mit der Staffel, Silber im Skiathlon und über 15 km klassisch
- 2019 in Seefeld: Gold über 15 km klassisch und mit der Staffel, Bronze im Skiathlon

### Siege bei Weltcuprennen
| Nr. | Datum             | Ort             | Disziplin                       |
| --- | ----------------- | --------------- | ------------------------------- |
| 1.  | 30. November 2008 | Kuusamo         | 15 km klassisch Individualstart |
| 2.  | 24. November 2012 | Gällivare       | 15 km Freistil Individualstart  |
| 3.  | 1. Dezember 2013  | Kuusamo         | Gesamtwertung Nordic Opening    |
| 4.  | 5. Januar 2014    | Tour de Ski     | Gesamtwertung                   |
| 5.  | 2. März 2014      | Lahti           | 15 km Freistil Individualstart  |
| 6.  | 16. März 2014     | Falun           | Gesamtwertung Weltcup-Finale    |
| 7.  | 7. Dezember 2014  | Lillehammer     | Gesamtwertung Nordic Opening    |
| 8.  | 29. November 2015 | Ruka            | Gesamtwertung Nordic Opening    |
| 9.  | 5. Dezember 2015  | Lillehammer     | 30 km Skiathlon                 |
| 10. | 12. Dezember 2015 | Davos           | 30 km Freistil Individualstart  |
| 11. | 20. Dezember 2015 | Toblach         | 15 km klassisch Individualstart |
| 12. | 10. Januar 2016   | Tour de Ski     | Gesamtwertung                   |
| 13. | 6. Februar 2016   | Oslo            | 50 km klassisch Massenstart     |
| 14. | 21. Februar 2016  | Lahti           | 30 km Skiathlon                 |
| 15. | 12. März 2016     | Ski Tour Canada | Gesamtwertung                   |
| 16  | 4. Dezember 2016  | Lillehammer     | Gesamtwertung Nordic Opening    |
| 17. | 10. Dezember 2016 | Davos           | 30 km Freistil Individualstart  |
| 18. | 19. Februar 2017  | Otepää          | 15 km klassisch Individualstart |
| 19. | 11. März 2017     | Oslo            | 50 km klassisch Massenstart     |

| Nr. | Datum             | Ort              | Disziplin                      | Rennen               |
| --- | ----------------- | ---------------- | ------------------------------ | -------------------- |
| 1.  | 3. Januar 2014    | Cortina– Toblach | 35 km Verfolgung Freistil 1    | Tour de Ski 2013/14  |
| 2.  | 16. März 2014     | Falun            | 15 km Verfolgung Freistil 2    | Weltcup-Finale 2014  |
| 3.  | 6. Dezember 2014  | Lillehammer      | 10 km Freistil Individualstart | Nordic Opening 2014  |
| 4.  | 28. November 2015 | Ruka             | 10 km Freistil Individualstart | Nordic Opening 2015  |
| 5.  | 2. Januar 2016    | Lenzerheide      | 30 km klassisch Massenstart    | Tour de Ski 2016     |
| 6.  | 3. Januar 2016    | Lenzerheide      | 10 km Verfolgung Freistil 1    | Tour de Ski 2016     |
| 7.  | 9. Januar 2016    | Val di Fiemme    | 15 km klassisch Massenstart    | Tour de Ski 2016     |
| 8.  | 10. Januar 2016   | Val di Fiemme    | 9 km Bergverfolgung Freistil 2 | Tour de Ski 2016     |
| 9.  | 9. März 2016      | Canmore          | 30 km Skiathlon                | Ski Tour Canada 2016 |
| 10. | 7. Januar 2017    | Val di Fiemme    | 15 km klassisch Massenstart    | Tour de Ski 2016/17  |
| 11. | 7. Januar 2018    | Val di Fiemme    | 9 km Bergverfolgung Freistil 2 | Tour de Ski 2017/18  |

| Nr. | Datum             | Ort         | Disziplin                         |
| --- | ----------------- | ----------- | --------------------------------- |
| 1.  | 25. November 2007 | Beitostølen | 4 × 10 km Staffel 3               |
| 2.  | 17. Februar 2008  | Liberec     | 6 × 1,4 km Teamsprint klassisch 4 |
| 3.  | 24. Februar 2008  | Falun       | 4 × 10 km Staffel 5               |
| 4.  | 23. November 2008 | Gällivare   | 4 × 10 km Staffel 6               |
| 5.  | 7. Dezember 2008  | La Clusaz   | 4 × 10 km Staffel 7               |
| 6.  | 22. November 2009 | Beitostølen | 4 × 10 km Staffel 8               |
| 7.  | 12. Februar 2012  | Nové Město  | 4 × 10 km Staffel 9               |
| 8.  | 25. November 2012 | Gällivare   | 4 × 7,5 km Staffel 10             |
| 9.  | 20. Januar 2013   | La Clusaz   | 4 × 7,5 km Staffel 11             |
| 10. | 6. Dezember 2015  | Lillehammer | 4 × 7,5 km Staffel 12             |
| 11. | 24. Januar 2016   | Nové Město  | 4 × 7,5 km Staffel 13             |
| 12. | 18. Dezember 2016 | La Clusaz   | 4 × 7,5 km Staffel 14             |
| 13. | 22. Januar 2017   | Ulricehamn  | 4 × 7,5 km Staffel 15             |
| 14. | 9. Dezember 2018  | Beitostølen | 4 × 7,5 km Staffel 16             |

### Siege bei Continental-Cup-Rennen
| Nr. | Datum            | Ort       | Disziplin                       | Serie            |
| --- | ---------------- | --------- | ------------------------------- | ---------------- |
| 1.  | 23. Februar 2007 | Falun     | 30 km klassisch Massenstart     | Scandinavian Cup |
| 2.  | 6. Januar 2008   | Tolga     | 2 × 15 km Skiathlon             | Scandinavian Cup |
| 3.  | 8. Januar 2011   | Torsby    | 15 km klassisch Individualstart | Scandinavian Cup |
| 4.  | 9. Januar 2011   | Torsby    | 20 km Freistil Massenstart      | Scandinavian Cup |
| 5.  | 4. Januar 2013   | Östersund | 15 km klassisch Individualstart | Scandinavian Cup |
| 6.  | 6. Januar 2013   | Östersund | 15 km Freistil Individualstart  | Scandinavian Cup |

### Siege bei Ski-Classics-Rennen
| Nr. | Datum         | Ort              | Rennen            | Disziplin                   |
| --- | ------------- | ---------------- | ----------------- | --------------------------- |
| 1.  | 18. März 2017 | Rena–Lillehammer | Birkebeinerrennet | 54 km klassisch Massenstart |

### Medaillen bei nationalen Meisterschaften
- 2008: Silber im Skiathlon
- 2010: Silber im Skiathlon
- 2011: Gold im Skiathlon, Silber über 15 km
- 2012: Gold über 15 km, Gold im Skiathlon, Gold über 50 km, Bronze im Teamsprint
- 2013: Gold über 15 km, Gold über 50 km, Gold im Teamsprint, Silber im Skiathlon
- 2014: Gold im Skiathlon, Gold über 50 km, Silber über 15 km
- 2015: Gold über 10 km, Silber im Teamsprint
- 2016: Gold über 10 km, Gold über 15 km, Gold über 50 km, Silber im Teamsprint
- 2017: Gold im Skiathlon, Gold über 50 km, Silber über 10 km, Bronze über 15 km, Bronze im Teamsprint
- 2018: Gold im Skiathlon, Bronze über 10 km, Bronze im Teamsprint
- 2019: Gold über 10 km, Gold über 50 km, Silber mit der Staffel, Bronze im Skiathlon
- 2020: Silber über 30 km

## Teilnahmen an Weltmeisterschaften und Olympischen Winterspielen
| Jahr und Ort     | Wettbewerb | Wettbewerb | Wettbewerb | Wettbewerb | Wettbewerb | Wettbewerb |
| Jahr und Ort     | 15 km      | Skiathlon  | 50 km      | Sprint     | Staffel    | Teamsprint |
| ---------------- | ---------- | ---------- | ---------- | ---------- | ---------- | ---------- |
| 2010 Vancouver   | 33.        | 18.        | 15.        | –          | 2.         | –          |
| 2014 Sotschi     | 13.        | 3.         | 4.         | –          | 4.         | –          |
| 2018 Pyeongchang | 4.         | 2.         | 5.         | –          | 1.         | 1.         |

| Jahr und Ort       | Wettbewerb | Wettbewerb | Wettbewerb | Wettbewerb | Wettbewerb | Wettbewerb |
| Jahr und Ort       | 15 km      | Skiathlon  | 50 km      | Sprint     | Staffel    | Teamsprint |
| ------------------ | ---------- | ---------- | ---------- | ---------- | ---------- | ---------- |
| 2009 Liberec       | 34.        | –          | –          | –          | –          | –          |
| 2011 Oslo          | 3.         | 5.         | 24.        | –          | 1.         | –          |
| 2013 Val di Fiemme | –          | 2.         | –          | –          | –          | –          |
| 2015 Falun         | –          | –          | 11.        | –          | –          | –          |
| 2017 Lahti         | 2.         | 2.         | 5.         | –          | 1.         | –          |
| 2019 Seefeld       | 1.         | 3.         | 4.         | –          | 1.         | –          |
| 2021 Oberstdorf    | 7.         | –          | –          | –          | –          | –          |

## Statistik

### Weltcup-Platzierungen
Die Tabelle zeigt die erreichten Platzierungen im Einzelnen.
- 1.–3. Platz: Anzahl der Podiumsplatzierungen
- Top 10: Anzahl der Platzierungen unter den ersten zehn
- Punkteränge: Anzahl der Platzierungen innerhalb der Punkteränge
- Starts: Anzahl gelaufener Rennen in der jeweiligen Disziplin
- Hinweis: Bei den Distanzrennen erfolgt die Einordnung gemäß FIS.

| Platzierung         | Distanzrennen a | Distanzrennen a | Distanzrennen a | Distanzrennen a | Distanzrennen a | Skiathlon Verfolgung | Sprint | Etappen- rennen b | Gesamt | Team c | Team c  |
| Platzierung         | ≤ 5 km          | ≤ 10 km         | ≤ 15 km         | ≤ 30 km         | > 30 km         | Skiathlon Verfolgung | Sprint | Etappen- rennen b | Gesamt | Sprint | Staffel |
| ------------------- | --------------- | --------------- | --------------- | --------------- | --------------- | -------------------- | ------ | ----------------- | ------ | ------ | ------- |
| 1. Platz            |                 | 2               | 7               | 3               | 2               | 8                    |        | 8                 | 30     | 1      | 13      |
| 2. Platz            |                 | 3               | 7               | 2               | 3               | 8                    |        | 3                 | 26     |        | 1       |
| 3. Platz            |                 | 1               | 7               | 1               | 2               | 3                    | 3      | 1                 | 18     |        | 3       |
| Top 10              | 3               | 10              | 48              | 9               | 8               | 29                   | 7      | 17                | 131    | 1      | 19      |
| Punkteränge         | 5               | 13              | 66              | 11              | 10              | 45                   | 24     | 22                | 196    | 1      | 19      |
| Starts              | 10              | 13              | 75              | 13              | 14              | 53                   | 43     | 22                | 243    | 1      | 19      |
| Stand: Karriereende |                 |                 |                 |                 |                 |                      |        |                   |        |        |         |

### Weltcup-Wertungen
| Saison  | Gesamt | Gesamt | Distanz | Distanz | Sprint | Sprint |
| Saison  | Punkte | Platz  | Punkte  | Platz   | Punkte | Platz  |
| ------- | ------ | ------ | ------- | ------- | ------ | ------ |
| 2006/07 | 6      | 146.   | 6       | 95.     | –      | –      |
| 2007/08 | 76     | 68.    | 76      | 42.     | –      | –      |
| 2008/09 | 515    | 13.    | 358     | 12.     | 3      | 108.   |
| 2009/10 | 186    | 42.    | 137     | 28.     | 5      | 103.   |
| 2010/11 | 252    | 28.    | 214     | 19.     | 16     | 74.    |
| 2011/12 | 449    | 19.    | 347     | 14.     | 2      | 99.    |
| 2012/13 | 672    | 8.     | 469     | 6.      | 3      | 104.   |
| 2013/14 | 1538   | 1.     | 652     | 1.      | 86     | 26.    |
| 2014/15 | 748    | 6.     | 480     | 2.      | 68     | 35.    |
| 2015/16 | 2634   | 1.     | 1444    | 1.      | 190    | 13.    |
| 2016/17 | 1626   | 1.     | 1056    | 1.      | 50     | 38.    |
| 2017/18 | 1261   | 3.     | 657     | 2.      | 24     | 54.    |
| 2018/19 | 689    | 9.     | 513     | 3.      | 18     | 58.    |
| 2019/20 | 335    | 25.    | 289     | 15.     | 14     | 71.    |

### Platzierungen bei Weltcup-Etappenrennen
| Saison  | Nordic Opening | Tour de Ski | Weltcup-Finale | Ski Tour Canada |
| ------- | -------------- | ----------- | -------------- | --------------- |
| 2007/08 | –              | –           | 37.            | –               |
| 2008/09 | –              | 8.          | 18.            | –               |
| 2009/10 | –              | 20.         | WD             | –               |
| 2010/11 | WD             | –           | 20.            | –               |
| 2011/12 | –              | –           | 4.             | –               |
| 2012/13 | 6.             | –           | 3.             | –               |
| 2013/14 | 1.             | 1.          | 1.             | –               |
| 2014/15 | 1.             | aberkannt   | –              | –               |
| 2015/16 | 1.             | 1.          | –              | 1.              |
| 2016/17 | 1.             | 2.          | –              | –               |
| 2017/18 | 2.             | 2.          | 4              | –               |
| 2018/19 | 24.            | 7.          | –              | –               |
| 2019/20 | 15.            | -           | –              | –               |

Legende: WD: Zu einer Etappe im Rennverlauf nicht mehr angetreten (withdrawal).